# Ulrike Trebesius
Ulrike Trebesius (nascida a 17 de abril de 1970) é uma política alemã do partido Alternativa para a Alemanha. De 2014 a 2019 ela serviu como Membro do Parlamento Europeu (MEP) em representação da Alemanha.